# Хурлах
Хурлах (њем. Hurlach) општина је у њемачкој савезној држави Баварска. Једно је од 31 општинског средишта округа Ландсберг ам Лех. Према процјени из 2010. у општини је живјело 1.627 становника. Посједује регионалну шифру (AGS) 9181126.

## Географски и демографски подаци
Хурлах се налази у савезној држави Баварска у округу Ландсберг ам Лех. Општина се налази на надморској висини од 584 метра. Површина општине износи 17,2 km². У самом мјесту је, према процјени из 2010. године, живјело 1.627 становника. Просјечна густина становништва износи 95 становника/km².